# Adria Mobil/Saison 2012
Dieser Artikel listet Erfolge und Fahrer des Radsportteams Adria Mobil in der Saison 2012 auf.

## Erfolge in der UCI Europe Tour
In der Saison 2012 konnte das Team folgende Erfolge in der UCI Europe Tour herausfahren:
| Datum         | Rennen                                    | Kat. | Sieger          |
| ------------- | ----------------------------------------- | ---- | --------------- |
| 11. März      | Poreč Trophy                              | 1.2  | Matej Mugerli   |
| 16. März      | 1. Etappe Istrian Spring Trophy           | 2.2  | Marko Kump      |
| 21. April     | Banja Luka-Belgrade I                     | 1.2  | Marko Kump      |
| 22. April     | Banja Luka-Belgrade II                    | 1.2  | Matej Mugerli   |
| 4. Mai        | 1. Etappe Szlakiem Grodòw Piastowskich    | 2.1  | Marko Kump      |
| 6. Mai        | 4. Etappe Szlakiem Grodòw Piastowskich    | 2.1  | Radoslav Rogina |
| 3. Juni       | Grand Prix Südkärnten                     | 1.2  | Marko Kump      |
| 22. Juli      | Central European Tour Budapest Grand Prix | 1.2  | Marko Kump      |
| 26. August    | Ljubljana-Zagreb                          | 1.2  | Marko Kump      |
| 21. September | Tour of Vojvodina I part                  | 1.2  | Kristjan Fajt   |

## Platzierungen in UCI-Ranglisten
| UCI Continental Circuit | Platz |
| ----------------------- | ----- |
| UCI Asia Tour 2012      | 64    |
| UCI Europe Tour 2012    | 10    |

## Zugänge – Abgänge
| Zugänge           | Team 2011             | Abgänge       | Team 2012          |
| ----------------- | --------------------- | ------------- | ------------------ |
| Marko Kump        | Geox-TMC              | Marco Haller  | Katusha Team       |
| Kristijan Đurasek | Loborika Favorit Team | Blaž Jarc     | Team NetApp        |
| Radoslav Rogina   | Loborika Favorit Team | Blaž Furdi    | Tirol Cycling Team |
| Matej Mugerli     | Perutnina Ptuj        | Mitja Mahorič | Unbekannt          |
| Simon Pavlin      | Neoprofi              | Jure Žagar    | Unbekannt          |

## Mannschaft
| Name              | Geburtstag        | Nationalität |
| ----------------- | ----------------- | ------------ |
| Kristijan Đurasek | 26. Juli 1987     | Kroatien     |
| Kristjan Fajt     | 7. Mai 1982       | Slowenien    |
| Matej Gnezda      | 12. Januar 1979   | Slowenien    |
| Pavel Gorenc      | 15. Juli 1991     | Slowenien    |
| Aljaž Hočevar     | 20. August 1991   | Slowenien    |
| Marko Kump        | 9. September 1988 | Slowenien    |
| Matej Mugerli     | 17. Juni 1981     | Slowenien    |
| Tomaž Nose        | 21. April 1982    | Slowenien    |
| Simon Pavlin      | 15. Mai 1992      | Slowenien    |
| Radoslav Rogina   | 3. März 1979      | Kroatien     |
| Primož Segina     | 11. Januar 1985   | Slowenien    |